# Franz Weissmann

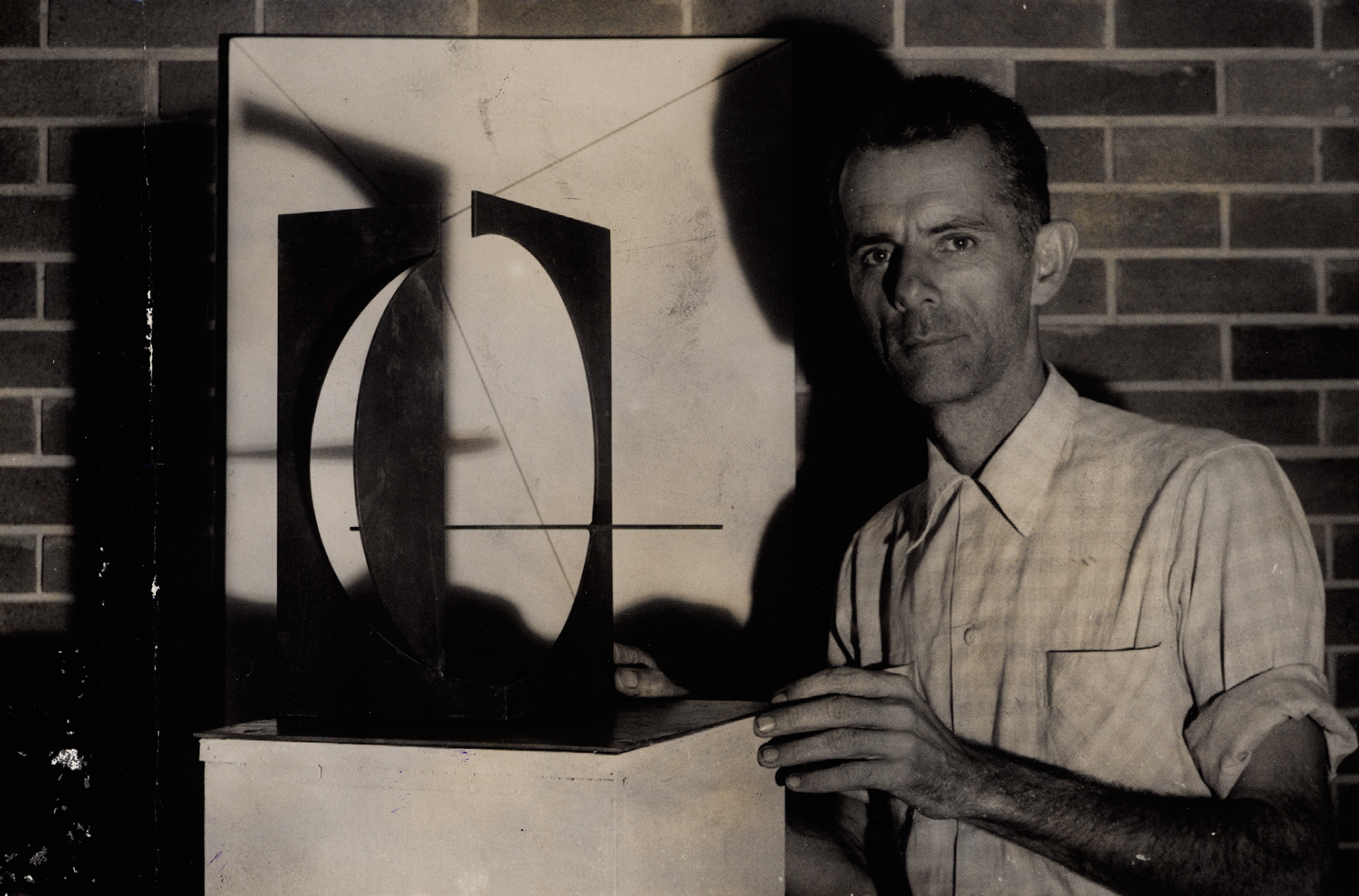
Franz Weissmann (1959)

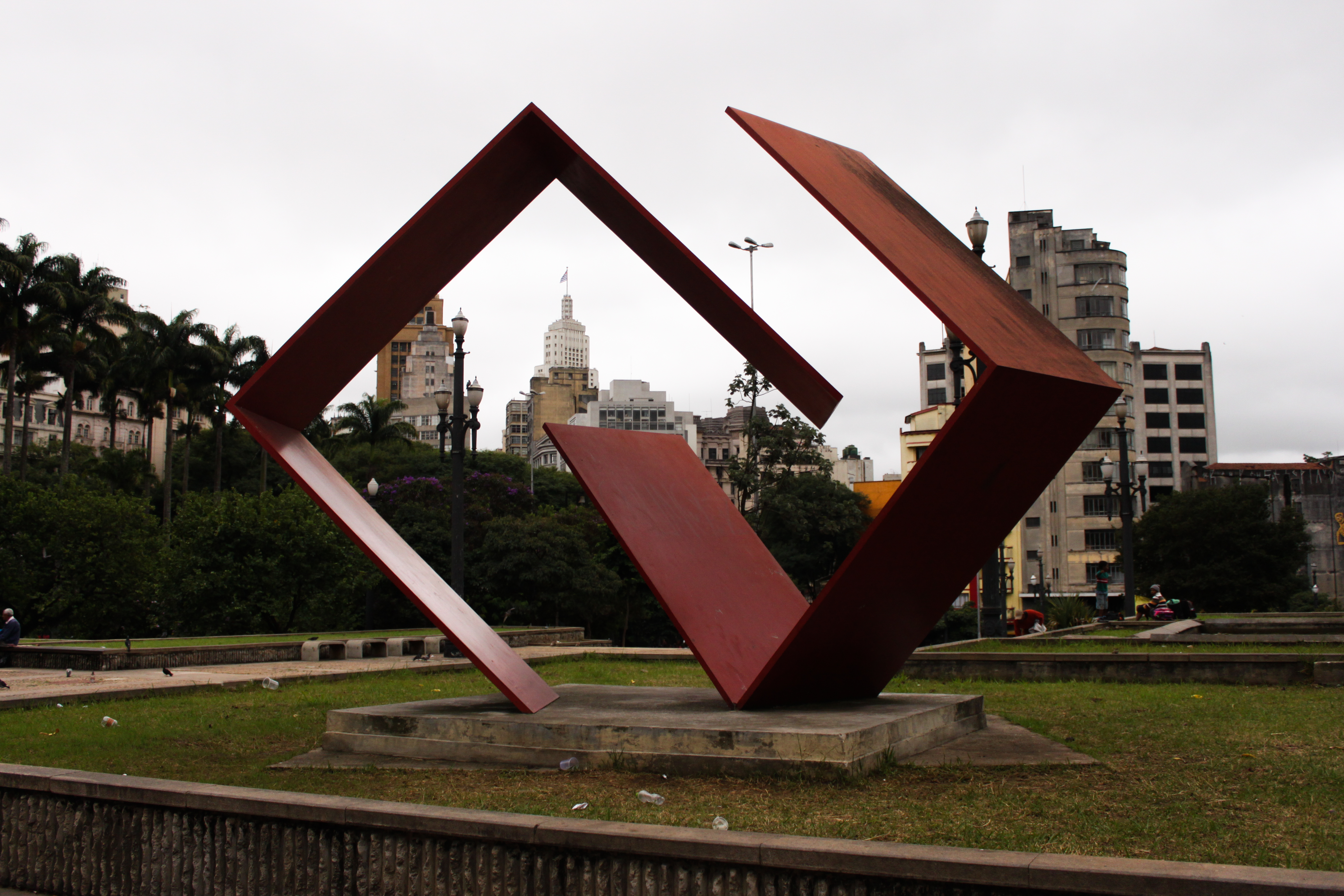
Plastik Diálogo in São Paulo (1979)

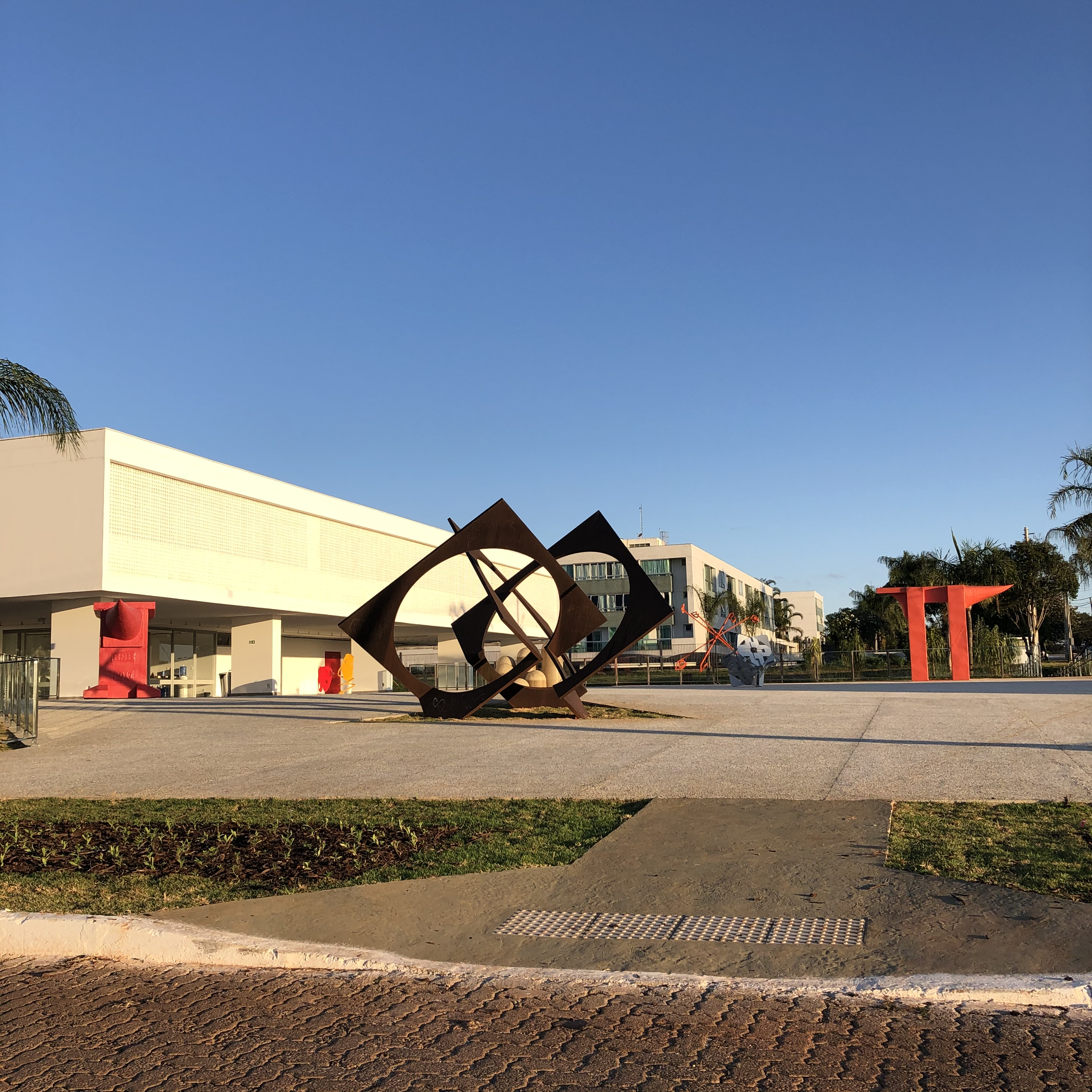
Plastik vor dem Kunstmuseum in Brasília

Franz Josef Weissmann (* 15. September 1911 in Knittelfeld, Österreich-Ungarn als Franz Josef Weißmann; † 18. Juli 2005 in Rio de Janeiro, Brasilien) war ein austro-brasilianischer Bildhauer. Mit elf Jahren emigrierte er mit der Familie aus Österreich nach Brasilien, wo er zu einer der bedeutendsten Persönlichkeiten der brasilianischen Bildhauerei wurde.

## Biografie
Franz Weissmann wurde am 15. September 1911 als Sohn des Sattlers bei den k.k. Staatsbahnen Karl Weißmann (* 12. Dezember 1886 in Feldkirchen in Kärnten) und dessen Ehefrau, dem Stubenmädchen Hedwig (geborene Zuber; * 23. September 1889 in Knittelfeld), in Knittelfeld geboren und am 17. September 1911 auf den Namen Franz Josef getauft. Seine Eltern hatten am 30. Oktober 1910 in Knittelfeld geheiratet.
Franz Weissmann kam 1921 als Elfjähriger mit seiner Familie nach Brasilien. Zwischen 1939 und 1941 studierte er Architektur, Bildhauerei, Malerei und Zeichnen an der Escola Nacional de Belas Artes (Enba) in der damaligen Hauptstadt Rio de Janeiro. Von 1942 bis 1944 vertiefte er seine Kenntnisse in Zeichnen, Bildhauerei, Modellierung und Gießen bei August Zamoyski (1893–1970). 1945 zog er nach Belo Horizonte, wo er private Zeichen- und Bildhauerkurse gab. Drei Jahre später lud ihn Alberto da Veiga Guignard (1896–1962) ein, Bildhauerei an der Escola do Parque zu unterrichten, die später den Namen Escola Guignard erhielt.
Ab den 1950er Jahren entwickelte Weissmann allmählich einen konstruktivistischen Ansatz in seiner Arbeit, der geometrische Formen betonte und sie Schnitten und Faltungen unterwarf. Er integrierte sich 1955 in die Gruppe Frente und kehrte 1956 nach Rio de Janeiro zurück. Im Jahr 1957 nahm er an der Exposição Nacional de Arte Concreta teil und war 1959 Mitbegründer des Grupo Neoconcreto. 1965 kehrte er nach Brasilien zurück, nachdem er in Europa und Fernost gereist war.
In den 1960er Jahren präsentierte er die Serie Amassados, die in Europa mit gehämmerten, geschlagenen und geschnittenen Zink- oder Aluminiumplatten entstand. In den 1970er Jahren erhielt er den Preis für den besten Bildhauer der Associação Paulista de Críticos de Arte (APCA) und nahm an der internationalen Biennale für Bildhauerkunst Middelheim, sowie an der Biennale di Venezia teil. Er schuf monumentale Skulpturen für öffentliche Plätze in verschiedenen brasilianischen Städten, darunter die Praça da Sé in São Paulo und der Parque da Catacumba in Rio de Janeiro.

## Familie
Sein Bruder Fritz Weissmann (1913–2001), der zusammen mit ihm nach Brasilien kam, gründete in Rio de Janeiro das bekannte brasilianische Busunternehmen Ciferal. Fritz stellte Raum und die für seine Arbeit erforderlichen Busbleche zur Verfügung.

## Stil
Weissmanns Werke sind durch geometrische Figuren wie Kuben und Quadrate gekennzeichnet. Sie lassen sich in verschiedene Phasen unterteilen, darunter „Fios“, „Cubo“, „Neoconcretas“, „Janelas“, „Construções“, „Diagonais“ und „Planos“. Er unterhielt Ateliers in Belo Horizonte (1950), Madrid (1962) und Ipanema, Rio de Janeiro (1956 und 1965).

## Ausstellungen (Auszug)
- 1962: Galeria São Jorge – Madrid
- 1963: Casa do Brasil – Rom
- 1964: Weissmann: chapas/dibujos – Sala Nebli – Madrid
- 1972: Galeria Grupo B – Rio de Janeiro
- 1975: Franz Weissmann: esculturas, relevos e múltiplos – Galeria de Arte Global – São Paulo